# قورشاقلو
قورشاقلو هي قرية في مقاطعة بل دشت، إيران. عدد سكان هذه القرية هو 31 في سنة 2006.